# Metopia biseriata
Metopia biseriata är en tvåvingeart som först beskrevs av Macquart 1851.  Metopia biseriata ingår i släktet Metopia och familjen köttflugor.
Artens utbredningsområde är Frankrike. Inga underarter finns listade i Catalogue of Life.